# Daniel Myrmæl Helgestad
Daniel Myrmæl Helgestad (* 9. Juli 1987) ist ein ehemaliger norwegischer Skilangläufer.

## Werdegang
Helgestad startete im März 2008 beim 50-km-Freistilrennen am Holmenkollen in Oslo erstmals im Weltcup und beendete das Rennen auf Rang 43. Auch bei seinen weiteren Weltcupeinsätzen gelang es Helgestad – mit Platz 45 über 50 km Freistil im Massenstart im März 2010 am Holmenkollen und Rang 37 über 15 km Freistil im März 2014 in Lahti – nicht, sich in den Punkterängen zu platzieren. 
Erfolgreicher war er im Scandinavian Cup, wo er im Februar 2014 in Madone und im Dezember desselben Jahres in Lillehammer jeweils ein Rennen über 15 km im freien Stil gewann. Im Februar 2014 erreichte er zudem Platz zwei beim 30-km-Massenstartrennen im klassischen Stil in Meråker. Die Saison 2013/14 beendete er als Zweiter der Gesamtwertung.
Bei den norwegischen Meisterschaften 2014 in Gålå belegte er Rang zwei über 50 km Freistil im Massenstart. Im März 2015 holte er in Oslo mit dem 28. Platz im Massenstartrennen über 50 km seine ersten Weltcuppunkte. In der Saison 2015/16 konnte er bei allen fünf Teilnahmen im Weltcupeinzel Punkte erringen. Seine beste Platzierung dabei war der 13. Platz über 10 km klassisch in Falun. Die ist zugleich sein bestes Ergebnis im Weltcupeinzel. Im Scandinavian Cup errang er in Vuokatti den zweiten Platz über 15 km Freistil und in Östersund den dritten Platz im 15-km-Massenstartrennen. Im März 2016 wurde er Neunter bei der Mintour in Otepää. Dabei lief er bei der Abschlussetappe die drittschnellste Zeit und belegte zum Saisonende den dritten Rang in der Gesamtwertung des Scandinavian Cups.

## Siege bei Continental-Cup-Rennen
| Nr. | Datum             | Ort         | Disziplin                        | Serie            |
| --- | ----------------- | ----------- | -------------------------------- | ---------------- |
| 1.  | 20. Februar 2014  | Madona      | 15 km Freistil Individualstart   | Scandinavian Cup |
| 2.  | 12. Dezember 2014 | Lillehammer | 15 km Freistil Individualstart 1 | Scandinavian Cup |